# الفتاة الهادئة
الفتاة الهادئة (بالإنجليزية: The Quiet Girl)‏ هو فيلم دراما أيرلندي من تأليف وإخراج كولم بايرياد ومن بطولة كاثرين كلينش، كاري كراولي وآندرو بينيت. ترشح الفيلم لجائزة الأوسكار لأفضل فيلم بلغة أجنبية في حفل توزيع جوائز الأوسكار الخامس والتسعون.

## روابط خارجية
- الموقع الرسمي
- الفتاة الهادئة على موقع IMDb (الإنجليزية)
- الفتاة الهادئة على موقع ميتاكريتيك (الإنجليزية)
- الفتاة الهادئة على موقع روتن توميتوز (الإنجليزية)
- الفتاة الهادئة على موقع قاعدة بيانات الأفلام العربية
- الفتاة الهادئة على موقع ألو سيني (الفرنسية)
- الفتاة الهادئة على موقع أول موفي (الإنجليزية)
- الفتاة الهادئة على موقع فيلمافينيتي (الإسبانية)
- الفتاة الهادئة على موقع قاعدة بيانات الأفلام السويدية (السويدية)
- الفتاة الهادئة على موقع قاعدة بيانات الفيلم (الإنجليزية)
- الفتاة الهادئة على موقع ليتربوكسد (الإنجليزية)